# Peter Cormack
Peter Cormack (17. července 1946, Edinburgh – 10. října 2024) byl skotský fotbalista, záložník. Po skončení aktivní kariéry působil jako trenér.

## Klubová kariéra
Začínal ve skotském týmu Hibernian FC. V roce 1970 přestoupil do anglického ligového týmu Nottingham Forest FC. V roce 1972 přestoupil do dalšího anglického ligového týmu Liverpool FC, se kterým získal dva mistrovské tituly, jedno vítězství v FA Cupu a dvakrát Pohár UEFA. V letech 1976-1980 hrál v dalším anglickém ligovém týmu Bristol City FC. Kariéru zakončil ve Skotsku v Hibernian FC a Partick Thistle FC. Celkem v anglické nejvyšší soutěži odehrál 266 utkání a dal 51 gólů. V Poháru mistrů evropských zemí nastoupil v 1 utkání, v Poháru vítězů pohárů nastoupil ve 3 utkáních a dal 1 gól, v Poháru UEFA nastoupil ve 14 utkáních a dal 1 gól a ve Veletržním poháru nastoupil ve 13 utkáních a dal 3 góly. Za reprezentaci Skotska nastoupil v letech 1966–1971 v 9 utkáních. Byl členem skotské reprezentace na Mistrovství světa ve fotbale 1974, ale v utkání nenastoupil.

## Ligová bilance
| Ročník                    | Zápasy | Góly | Klub                 |
| ------------------------- | ------ | ---- | -------------------- |
| 1. skotská liga 1962/1963 | 1      | 1    | Hibernian FC         |
| 1. skotská liga 1963/1964 | 6      | 1    | Hibernian FC         |
| 1. skotská liga 1964/1965 | 32     | 9    | Hibernian FC         |
| 1. skotská liga 1965/1966 | 32     | 15   | Hibernian FC         |
| 1. skotská liga 1966/1967 | 30     | 13   | Hibernian FC         |
| 1. skotská liga 1967/1968 | 30     | 11   | Hibernian FC         |
| 1. skotská liga 1968/1969 | 29     | 15   | Hibernian FC         |
| 1. skotská liga 1969/1970 | 23     | 11   | Hibernian FC         |
| Premier League 1969/1970  | 1      | 0    | Nottingham Forest FC |
| Premier League 1970/1971  | 41     | 9    | Nottingham Forest FC |
| Premier League 1971/1972  | 32     | 7    | Nottingham Forest FC |
| Premier League 1972/1973  | 30     | 8    | Liverpool FC         |
| Premier League 1973/1974  | 42     | 9    | Liverpool FC         |
| Premier League 1974/1975  | 36     | 3    | Liverpool FC         |
| Premier League 1975/1976  | 17     | 1    | Liverpool FC         |
| Premier League 1976/1977  | 20     | 6    | Bristol City FC      |
| Premier League 1977/1978  | 26     | 6    | Bristol City FC      |
| Premier League 1978/1979  | 17     | 3    | Bristol City FC      |
| Premier League 1979/1980  | 4      | 0    | Bristol City FC      |
| 1. skotská liga 1979/1980 | 14     | 0    | Hibernian FC         |
| 1. skotská liga 1980/1981 | 6      | 1    | Hibernian FC         |
| 2. skotská liga 1983/1984 | 1      | 0    | Partick Thistle FC   |
| CELKEM Premier League     | 266    | 51   |                      |
| CELKEM 1. skotská liga    | 121    | 40   |                      |